# Sagatus
Sagatus är ett släkte av insekter som beskrevs av Ribaut 1948. Sagatus ingår i familjen dvärgstritar.
Släktet innehåller bara arten Sagatus punctifrons.